# Последње путовање
Последње путовање (транслит.) јесте манга коју је написао и илустровао Цукумизу. Објављивала се од 2014. до 2018. године на Шинчошиној веб апликацији Kurage Bunch. Поглавља су сакупљена у шест тома.

## Радња
Прича прати две девојке, Јури и Чито, које обилазе пост-апокалиптични свет.

## Франшиза

### Манга
Мангу Последње путовање написао је и илустровао Цукумизу. Објављивала се од 21. фебруара 2014. до 12. јануара 2018. године у Шинчошиној дигиталној ревији Kurage Bunch. Поглавља су сакупљена у шест танкобонова; први је изашао 8. новембра 2014., а последњи 9. марта 2018. године. Октобра 2017. године објављена је илустрована антологија овог наслова у којој су цртеже радили разни уметници.
У Србији, издавачка кућа Локомотива је превела мангу на српски језик 2025. године.

#### Списак томова
| - 1. „Звездано небо” (星空 ) - 2. „Рат” (戦争 ) - 3. „Купка” (風呂 ) - 4. „Дневник” (日記 ) - 5. „Веш” (洗濯 ) - 6. „Сусрет” (遭遇 ) - 7. „Град” (都市 ) - 8. „Светла” (街灯 ) |

| - 9. „Фотографије” (写真 ) - 10. „Храм” (寺院 ) - 11. „Пребивалиште” (住居 ) - 12. „Дремка” (昼寝 ) - 13. „Звук кише” (雨音 ) - 14. „Незгода” (故障 ) - 15. „Технологија” (技術 ) - 16. „Полетање” (離陸 ) |

| - 17. „Лавиринт” (迷路 ) - 18. „Кување” (調理 ) - 19. „Успомене” (記憶 ) - 20. „Месечина” (月光 ) - 21. „Спирале” (螺旋 ) - 22. „Технологија” (技術 ) - 23. „Акваријум” (水槽 ) - 24. „Живот” (生命 ) |

| - 25. „Воз” (電車 ) - 26. „Таласне дужине” (波長 ) - 27. „Улов” (捕獲 ) - 28. „Култура” (文化 ) - 29. „Уништење” (破壊 ) - 30. „Прошлост” (過去 ) - 31. „Повезивање” (接続 ) - 32. „Сапутници” (仲間 ) |

| - 33. „Водовод” (水路 ) - 34. „Повреда” (怪我 ) - 35. „Уметност” (美術 ) - 36. „Одећа” (衣服 ) - 37. „Цигарете” (煙草 ) - 38. „Експлозија” (爆発 ) - 39. „Заборав” (忘却 ) - 40. „Родни град” (故郷 ) |

| - 41. „Мећава” (吹雪 ) - 42. „Свемир” (宇宙 ) - 43. „Библиотека” (図書 ) - 44. „Губитак” (喪失 ) - 45. „Сан” (睡眠 ) - 46. „Тишина” (沈黙 ) - 47. „Последње одредиште” (終末 ) |

### Аниме
Манга је адаптирана у аниме од дванаест епизода, с тим да се свака епизода састоји од два или три сегмента. Анимацију је радио студио White Fox, и серија се емитовала од 6. октобра до 22. децембра 2017. године на разним јапанским каналима.

## Пријем
Аниме је 2018. године заузео прво место у категорији за најбољу серију о одрастању на такмичењу које спроводи компанија Кранчирол. Манга је наредне године освојила награду Сеиун за најбољи стрип. У рецензији на сајту IGN-а аниме се наводи за једну од најбољих серија 2010-тих, уз коментар да је прича „тешка“ али да главне јунакиње „уливају наду у расулом свету“.